# Meemannavis
Meemannavis is een geslacht van uitgestorven vogels, behorende tot de Ornithuromorpha, dat tijdens het Vroeg-Krijt leefde in het gebied van de huidige Volksrepubliek China. De enige benoemde soort is Meemannavis ductrix.

## Vondst en naamgeving
Zes vogelfossielen werden gevonden bij Changma in de provincie Gansu. Ze bleken tot zes taxa te behoren waarvan er twee nog onbekend waren.
In 2021 werd de typesoort Meemannavis ductrix benoemd en beschreven door Jingmai Kathleen O' Connor, Thomas A. Stidham, Jerald D. Harris, Matthew C. Lama nna, Alida M. Bailleul, Hu Han, Wang Min en You Hailu. De geslachtsnaam eert de paleontologe Meemann Chang (张弥曼, ook wel geschreven als Zhang Miman) en verbindt haar naam met het Latijn avis, 'vogel'. De soortaanduiding betekent 'leidster' in het Latijn en verwijst naar het feit dat ze tussen 1984 en 1990 eerste directeur was van het IVPP, haar leidende positie in de studie naar fossiele vissen en haar rol als mentor, rolmodel en inspiratiebron voor vrouwelijke wetenschappers over de hele wereld.
Het fossiel, holotype IVPP V26198, is gevonden in een laag van de Xiagouformatie die dateert uit het Aptien. Het bestaat uit een gedeeltelijk skelet met schedel. Het omvat delen van de praemaxillae, een mogelijk bovenkaaksbeen, een mogelijk quadratum, mogelijke delen van het verhemelte, een oogkas, een hersenpan, de complete onderkaken, een reeks halswervels en borstwervels en vele fragmenten. De schedel is uit elkaar gevallen. De wervels liggen min of meer op een rij. Dikke lagen lijm maken een goede waarneming lastig. Slechts de oogkas en de hersenpan zijn in belangrijke mate uit het omringende gesteente geprepareerd.

## Beschrijving
Meemannavis is een middelgrote ornithuromorf.
De beschrijvers stelden enkele onderscheidende kenmerken vast. Sommige daarvan vormen een unieke combinatie van op zich niet unieke eigenschappen. De hoofdlichamen van de praemaxillae zijn volledig vergroeid. Het dentarium van de onderkaak is tandeloos, verticaal laag, licht gebogen en geleidelijk naar voren taps toelopend. De uithollingen van de onderkaak die contact maken met het quadratum zijn smal van voren naar achteren gemeten.
Van de drie andere bekende tandeloze Ornithuromorpha uit het Onder-Krijt onderscheidt Meemannavis zich door specifieke kenmerken: hij mist de verbreding naar onder van het voorste dentarium die Archaeorhynchus toont en dit dentarium is ook langwerpiger bij Meemannavis; een symfyse van de onderkaken die Eogranivora toont ontbreekt; het bovenvlak van het dentarium is licht hol terwijl de onderrand licht bol is, terwijl het dentarium recht is bij Xinghaiornis.